# 東沙鎮區
東沙鎮為緬甸曼德勒省敏建縣的鎮區。2014年人口216,642人，區域面積1,348.8平方公里。該鎮下分146個村里。東沙為該鎮之首府。